# Musa (Arusha)
Musa (auch Mussa) ist ein Verwaltungsbezirk (Ward) des Distrikts Arusha DC in der tansanischen Region Arusha.

## Geografie
Musa liegt im Norden von Tansania, etwa 20 Kilometer nordwestlich von Arusha am südöstlichen Abhang des Monduli Mountain. Der Bezirk hat eine Fläche von 79 Quadratkilometern. Bei der Volkszählung 2022 lebten hier 13.481 Menschen in 3139 Haushalten.

## Gliederung
Der Bezirk besteht aus vier Gemeinden (Mtaa) mit 13 Orten (Kitongoji):
| Oloitushula - Loolasho - Loolovon - Mashariki | Nengung'u - Olkiloriti - Ngorienito | Olchorovus - Enjoro Ondare - Emanyata - Engusero | Likamba - Olomishira - Olovoni - Likamba - Eunoto - Enguvururana |

## Wirtschaft und Infrastruktur
- Gesundheit: Im Bezirk gibt es zwei staatliche Apotheken, je eine in der Gemeinde Oloitushula[7] und in Likamba.[8]
- Bildung: Die Musa Secondary School ist eine öffentliche weiterführende Schule, die auch ein Internat anbietet und Jugendliche bis zur 4. Stufe ausbildet.[9]